# Symphysodontella subulata
Symphysodontella subulata är en bladmossart som beskrevs av Brotherus 1909. Symphysodontella subulata ingår i släktet Symphysodontella och familjen Pterobryaceae. Inga underarter finns listade i Catalogue of Life.